# Friedelhöhe
Die Friedelhöhe ist der Name einer 700 m ü. NHN hohen Erhebung im Frankenwald. Sie ist westlich von Obersteben, einem Gemeindeteil von Bad Steben, und nördlich von Steinbach bei Geroldsgrün im Landkreis Hof gelegen.
Die Höhe ist nur wenig bewaldet und vor allem von Feldern umgeben. Sie ist über einzelne Wege und Landstraßen erreichbar.